# Archidiocèse de Visakhapatnam
L'archidiocèse de Visakhapatnam est une circonscription ecclesiatique de l'Église catholique en Inde. Une mission (1838) des Missionnaires de Saint François de Sales devenue vicariat apostolique en 1851 devient diocèse en 1886 et est élevée au rang d'archidiocèse métropolitain en 2001. Le territoire de l'archidiocèse est situé sur la côte orientale de l'Inde, dans l'état d'Andhra Pradesh. La langue principale y est le telugu. 

## Diocèses suffragants
- Eluru
- Guntur
- Nellore
- Srikakulam
- Vijayawada

## Histoire
Le Pro-Vicariat Apostolique de Vizagapatam a été établi en 1845. Il a été élevé comme le vicariat apostolique de Vizagapatam en 1850. Alors sous la domination coloniale anglaise, cette partie de l'Inde est confiée comme terre de mission à la congrégation missionnaire des Missionnaires de Saint François de Sales [MSFS], fondée en 1838, par le Pierre-Marie Mermier), prêtre du diocèse d'Annecy. Tous les évêques, à ce jour, étaient membres de cette congrégation.
Théophile-Sébastien Neyret est consacré évêque le 24 février 1849 avec le titre de vicaire apostolique. Dès lors le diocèse n'est plus soumis à la juridiction de l'archidiocèse de Madras-Mylapore.
Le Saint-Siège érige l'ensemble de la hiérarchie catholique en Inde, le 1er septembre 1886 promouvant tous les vicariats apostoliques en diocèses. La mission est divisée en deux diocèses, Vizag et Nagpur (en).
Le diocèse change de nom en 1950, devenant le diocèse de Visakhapatnam.
Les célébrations du centenaire ont eu lieu les 6, 7 et 8 décembre 1986 en présence de Monseigneur Hubert Barbier, évêque d'Annecy, du Père  Émile Mayoraz, Supérieur Général des MSFS, ainsi que Mère Sainte Elandine, Supérieure générale des Sœurs de Saint Joseph d'Annecy.
Le 16 octobre 2001, il devient archidiocèse.

## Ordinaires

### Pro-vicaires apostoliques
- 16 mars 1845 - 1847 : Jacques Henri Gailhot
- 1847 - 3 avril 1850 : Théophile-Sébastien Neyret

### Vicaires apostoliques
- 24 février 1849  - 5 novembre 1862 : Théophile-Sébastien Neyret
- 25 novembre 1863  - 1er septembre 1886 : Jean-Marie Tissot

### Évêques
- 1er septembre 1886  - 18 juin 1890 : Jean-Marie Tissot
- 19 février 1891 - 18 juin 1926 : Jean-Marie Clerc
- 18 juin 1926 - 22 mars 1947 : Pierre Rossillon
- 23 mars 1947 - 4 octobre 1966 : Joseph-Alphonse Baud
- 4 octobre 1966 - 2 août 1981 : Ignatius Gopu
- 10 septembre 1982 - 16 octobre 2001 : Mariadas Kagithapu

### Archevêque
- 16 octobre 2001 - 3 juillet 2012 : Mariadas Kagipathu
- 3 juillet 2012 - 17 février 2024 : Prakash Mallavarapu
- depuis le 8 février 2025 : Udumala Bala Showreddy